# Hồ chứa nước Kamianske
Hồ chứa nước Kamianske (tiếng Ukraina: Кам'янське водосховище, Kamians'ke vodoskhovyshche), cho đến ngày 8 tháng 11 năm 2017 gọi là Hồ chứa Dniprodzerzhynsk nằm tại hạ lưu sông Dnepr tại Ukraina. Hồ chứa nước được đặt theo thành phố Kamianske, có tổng diện tích 567 km2 thuộc tỉnh Dnipropetrovsk. Công trình được hình thành vào năm 1963-1965, chủ yếu dùng để phát thủy điện, giao thông, nuôi cá và cho con người sử dụng.
Hồ chứa dài 114 km, rộng 5 km (tối đa 8 km max.); có độ sâu trung bình 15 m, và dung tích 2,45 km³. Hồ chứa nước bị đóng băng vào mùa đông.
Các cảng của Kremenchuk và Tổ hợp làm giàu khoáng chất Dnepr tại Horishni Plavni nằm bên hồ chứa. Nhà máy thủy điện Dnepr Trung, được xây dựng vào năm 1956–1965, cũng nằm trên hồ chứa.